# Zdeňka Pešatová
Zdeňka Pešatová (* 18. Januar 1999 in Jablonec nad Nisou) ist eine ehemalige tschechische Skispringerin.

## Werdegang
Zdeňka Pešatová sprang bei der Junioren-WM 2013 in Liberec auf den 37. Rang im Einzel und auf den 7. Platz im Teamspringen. Zum Auftakt der Alpencup-Saison 2013/14 erreichte sie beim ersten Springen in Pöhla den dritten Platz, dieses Resultat konnte sie beim dritten Springen auf der Ochsenkopfschanze in Bischofsgrün wiederholen.
Am 18. Januar 2015 gab Pešatová in Falun ihr Debüt im Continental Cup. Nach dem fünften Platz im ersten Wettkampf erreichte sie beim zweiten Springen als Dritte ihre erste Podiumsplatzierung.
Ende Januar gewann sie mit dem tschechischen Team bestehend aus Jana Mrákotová, Robert Szymeczek und František Holík die Bronze-Medaille beim EYOF 2015. Beim Einzelspringen belegte die 16-Jährige den siebten Rang.
In der Saison 2015/16 erreichte Pešatová mehrere Podiumsplatzierungen im Alpencup. Bei den Wettbewerben von der Pöhlbachschanze konnte sie einen Doppelsieg feiern. Auch im Weltcup konnte Pešatová dreimal Weltcuppunkte sammeln und schloss die Saison im Skisprung-Weltcup 2015/16 auf Rang 42 ab.
Erst drei Jahre nach ihren letzten Weltcuppunkten gelang ihr am 10. Februar 2019 auf der Logarska dolina im slowenischen Ljubno mit einem 30. Platz der Sprung in den zweiten Durchgang. Bei den Nordischen Skiweltmeisterschaften 2019 in Seefeld erreichte Pešatová gemeinsam mit Marta Křepelková, Štěpánka Ptáčková und Karolína Indráčková den neunten Rang beim erstmals ausgetragenen Teamwettbewerb der Damen.
Im Februar 2021 trat sie zuletzt international an.

## Statistik

### Weltcup-Platzierungen
| Saison  | Platz | Punkte |
| ------- | ----- | ------ |
| 2015/16 | 42.   | 18     |
| 2018/19 | 58.   | 01     |

### Grand-Prix-Platzierungen
| Saison | Platz | Punkte |
| ------ | ----- | ------ |
| 2015   | 36.   | 14     |
| 2019   | 43.   | 04     |
| 2020   | 22.   | 09     |

### Continental-Cup-Platzierungen
| Saison  | Platz | Punkte |
| ------- | ----- | ------ |
| 2014/15 | 13.   | 105    |
| 2015/16 | 13.   | 121    |
| 2016/17 | 41.   | 020    |
| 2019/20 | 62.   | 044    |